# 東京インターナショナルプレイヤーズ
東京インターナショナルプレイヤーズ（とうきょうインターナショナル・プレイヤーズ Tokyo International Players）は、日本の在日外人によって結成された劇団である。
1896年に設立され、特に関東地方に在住する外人俳優・タレントを中心に、非営利活動で、古典からミュージカル、コメディーなどの英語での演劇作品を創作・上演している他、演出家、衣装デザインなどのスタッフもボランティアなどの形で募集している。劇団員の中には、日本国内外で舞台俳優などで活躍している人も多数いる